# 1926年の政治
1926年の政治（1926ねんのせいじ）では、1926年（大正15年・昭和元年）の政治分野に関する出来事について記述する。

## できごと

### 1月
- 1月15日 - 京都帝国大学などの社会科学研究会所属の学生が検挙（京都学連事件）。初の治安維持法適用。
- 1月28日 - 加藤高明首相病死（66歳）。加藤高明内閣総辞職。若槻礼次郎内相が首相を臨時兼任。
- 1月30日 - 若槻礼次郎に大命降下。第1次若槻内閣成立。

### 2月
- 2月24日 - ナチス、バイエルン州バンベルクで幹部会を開催（バンベルク会議）。
- 2月28日 - 松島遊郭疑獄発覚。

### 3月
- 3月4日 - 中野正剛憲政会衆議院議員、衆議院で田中義一立憲政友会総裁の陸軍機密費横領問題を追及。
- 3月5日 - 労働農民党結成。委員長に杉山元治郎。
- 3月11日 - 陸軍機密費横領問題で政友会反撃。中野正剛に反省を促す決議文を上程、本会議場は大混乱に陥る。
- 3月20日 - 蔣介石が反共クーデター（中山艦事件）。
- 3月25日 - 大審院、朴烈・金子文子夫妻に死刑判決。

### 4月
- 4月5日 - 朴烈・金子文子夫妻を無期懲役に減刑。
- 4月20日 - 中国北京政府の段祺瑞が下野し張作霖・呉佩孚の連立政権成立。
- 4月24日
  - 昌徳宮李王坧（純宗皇帝）薨去。
  - 独ソ中立条約調印。
- 4月30日 - 松島遊郭事件で箕浦勝人前逓信大臣起訴。

### 5月
- 5月12日 - ポーランドでユゼフ・ピウスツキがクーデター。
- 5月25日 - ナチス、ビュルガーブロイケラーで党員総会。ヒトラーの党内独裁権確立。

### 6月

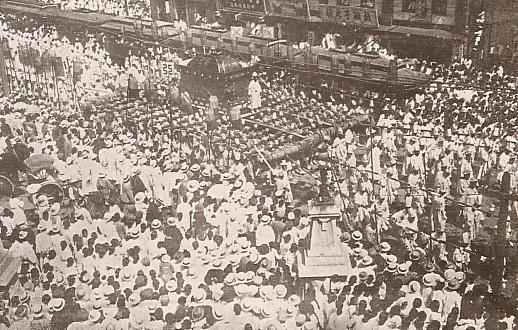
純宗皇帝の国葬

- 6月10日 - 純宗皇帝の国葬が行われる。6・10万歳運動発生。
- 6月14日 - ブラジルが常任理事国入りに失敗し、国際連盟を脱退する。

### 7月
- 7月1日

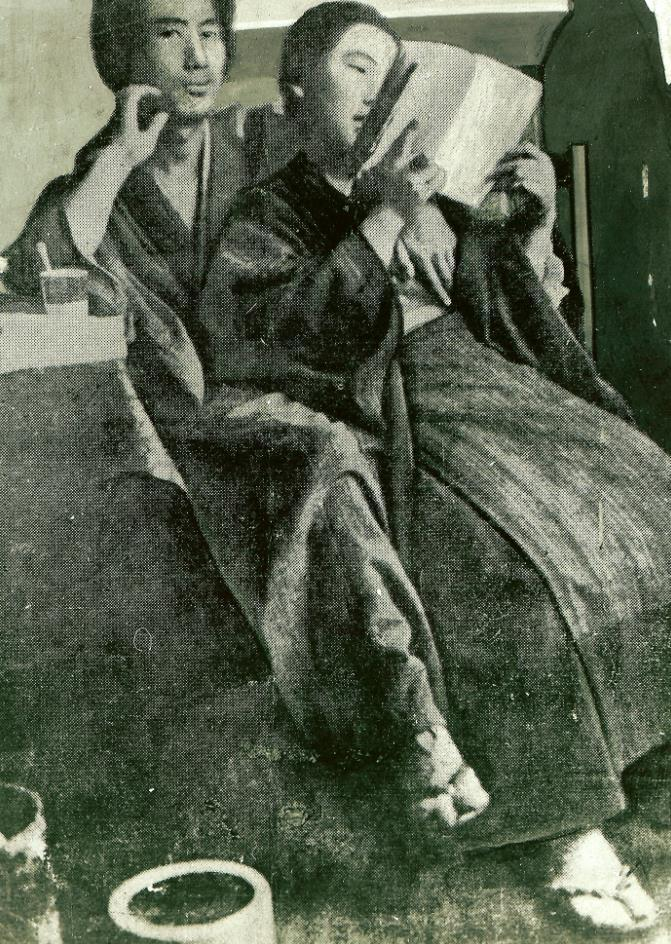
朴烈事件で東京市の各所に配布された怪写真

  - 治安警察法第17条の廃止、小作調停法・労働争議調停法の施行により労働者・農民の団結権と争議権が制限付きながら認められる。
  - 中国国民政府、「北伐宣言」を発表。蔣介石、国民革命軍を率いて北伐を開始（第一次北伐）。
- 7月9日 - 蔣介石が国民革命軍総司令に就任。
- 7月15日 - フランスで第6次ブリアン内閣総辞職。
- 7月23日 - フランスでポアンカレ国民連合内閣が成立。
- 7月28日 - 米パナマ条約調印。
- 7月29日 - 朴烈事件で予審中に朴烈と金子文子が抱き合っている怪写真が政界や報道関係に配布される。

### 8月
- 8月27日 - 朴烈事件の怪写真を配布した北一輝が検挙される。

### 9月
- 9月8日 - ドイツが国際連盟に加入し、常任理事国となる。

### 10月
- 10月17日 - 平野力三を指導者とする日本農民組合の右派が日本農民党を結成。
- 10月19日 - イギリス帝国会議がロンドンで開催され、イギリス本国と自治領の地位は平等とされる。

### 11月
- 11月7日 - 松島遊郭疑獄事件で若槻礼次郎首相が取り調べを受ける。若槻首相は疑獄事件と無関係を証言。
- 11月9日 - 松島遊郭疑獄事件で箕浦勝人前逓相が、若槻首相を偽証罪で告訴。
- 11月12日
  - 福岡連隊差別事件への抗議運動をしていた全国水平社幹部が一斉検挙。
  - インドネシア共産党武装蜂起。

### 12月
- 12月1日 - 中国天津で16軍閥が合同して安国軍を結成。
- 12月4日 - 第3回日本共産党大会（五色温泉共産党再建大会）開催。共産党再建。
- 12月5日 - 労働農民党を脱退した松岡駒吉、西尾末広ら右派の立場をとる日本労働総同盟幹部と安部磯雄、堀江帰一、吉野作造らが合流して社会民衆党結成。
- 12月9日 - 日本労働総同盟と日本農民組合の中間派が日本労農党を結成。
- 12月17日 - リトアニアでクーデターが起き、アンタナス・スメトナが権力を掌握。
- 12月24日 - 第52議会召集。
- 12月25日
  - 大正天皇崩御。
  - 摂政裕仁親王が124代天皇に践祚する。
  - 昭和と改元。
- 12月28日 - 昭和天皇が西園寺公望に「元老として補弼せよ」と勅語を下す。